# Fisia Italimpianti
Fisia Italimpianti S.p.A. è una società che opera nella costruzione di impianti di dissalazione e di trattamento acque e nella gestione dei rifiuti solidi urbani, ha sede a Genova e fa parte del gruppo Webuild.

## Storia

### Gli inizi e l'ingresso in Fiat
La società affonda le sue radici nel 1926 con la nascita della Ing. Castagnetti & C. S.A., attiva nella progettazione e costruzione impianti per il trattamento e la depurazione delle acque primarie e reflue.
Nel 1979 viene acquisita da Gilardini S.p.A. (Gruppo Fiat), espandendo l'attività alla realizzazione di impianti per il trattamento di fumi industriali e di rifiuti solidi: successivamente, la Castagnetti S.p.A. si quota alla Borsa di Torino.
Nell'ambito di un processo riorganizzativo interno a Fiat, nel 1988 Gilardini cede Castagnetti a Fiat Engineering per 25,5 miliardi di lire. Aveva chiuso il 1987 con 56 miliardi di ricavi e 77 miliardi di portafoglio ordini.

### La riorganizzazione
Il 1º gennaio 1990 la Castagnetti riceve dalla Fiat Engineering S.p.A. i rami d'azienda Divisione Informatica Territoriale (cartografia, banche-dati, soluzioni per la gestione del territorio e dell'ambiente), Centro Servizi Ecologici (impianti pilota, monitoraggi e ricerche ambientali) e la partecipazione nella controllata Segesta.
Contestualmente, l'azienda viene ridenominata Fisia S.p.A., acronimo di Fiat Impresit Sistemi Ambientali, subholding di Fiat Impresit per il settore del trattamento acque, depurazione, smaltimento rifiuti e monitoraggio ambientale.
Fisia viene dunque strutturata in tre divisioni:
- Idrocast: trattamento acque
- Wastech: ciclo dei rifiuti
- Airtech: trattamento arie e fumi

Nel 1991 il suo organigramma viene nuovamente ridefinito, con quattro divisioni:
- Tecnologia e impianti trattamento acqua
- Tecnologie e impianti trattamento aria e rifiuti
- Servizi, sistemi di informatica ambientale e monitoraggio
- Impianti standard.

### Dall'aggregazione con Italimpianti ai giorni nostri
Nel 1995, in cordata con Techint e Mannesmann, Fiat Impresit rileva le attività di Italimpianti, acquisendone il comparto Protezione Ambientale e Tecnologie per la Desalinizzazione delle Acque di Mare e le aggrega a Fisia, la quale, di conseguenza, si trasforma in Fisia Italimpianti S.p.A..
Più o meno nello stesso periodo, Fisia Italimpianti segue la trasformazione di Fiat Impresit in Impregilo.
Nel 2003, il 100% di Fisia Italimpianti viene ceduto per 280 milioni di euro alla società veicolo Hitaus, partecipata dalla stessa Impregilo al 51% e dal fondo Equinox al 49%. Nel 2005, Fisia Italimpianti torna al 100% di proprietà Impregilo.
Confluisce nel 2014 in Salini Impregilo, dove si trova ancora oggi.

## Principali settori di attività e mercati
Fisia Italimpianti opera a livello globale nei seguenti segmenti: dissalazione, trattamento delle acque, gestione sostenibile dei rifiuti solidi urbani, dissalazione tramite fonti rinnovabili. Gestione tecnologica e ingegneristica, progettazione, approvvigionamento, costruzione, messa in funzione e manutenzione degli impianti sono i principali servizi forniti.
La società opera in diverse aree del mondo e principalmente in Asia, Arabia Saudita, Qatar, Emirati Arabi Uniti, Kuwait, Turchia.

## Dati economici e finanziari
Nel 2017 il gruppo Fisia Italimpianti ha conseguito 51.78 milioni di euro di fatturato e 3.1 milioni di utile.

## Fonti
- repubblica.it
- repubblica.it
- Bilancio Fisia Italimpianti al 31.12.17